# Subdivisions du kraï de Khabarovsk
L'administration territoriale du kraï de Khabarovsk est l'organisation des institutions et des administrations du territoire du kraï russe de Khabarovsk. On recense de nombreuses communautés territoriales qui peuvent avoir un objectif politique (municipalités), électoral (circonscriptions électorales) ou administratif (raïons et certaines villes).

## Subvidisions

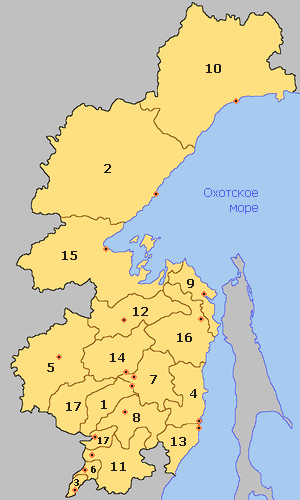
Carte des subdivisions du kraï.

Dans le cadre de la structure administrative-territoriale, le kraï de Khabarovsk comprend 6 villes d'importance de kraï (Khabarovsk, Komsomolsk-sur-l'Amour, Amoursk, Bikine, Nikolaïevsk-sur-Amour, Sovetskaïa Gavan), 5 raïons intra-urbains ; 17 raïons ; 1 ville d'importance de raïon (Viazemski) ; 18 communes urbaines et 412 localités rurales,,.
Dans le cadre de la structure municipale, le kraï comprenait au 1er janvier 2019 232 municipalités. Il y avait 2 okrougs urbains et 17 raïons municipaux, sur le territoire desquels se trouvent 22 établissements urbains et 191 établissements ruraux.

## Tableau
| N°                | Subdivision                    | Nom russe                   | Centre administratif        | Superficie (km²) | Population (2021) |
| Okrougs urbains   | Okrougs urbains                | Okrougs urbains             | Okrougs urbains             | Okrougs urbains  | Okrougs urbains   |
| ----------------- | ------------------------------ | --------------------------- | --------------------------- | ---------------- | ----------------- |
|                   | Khabarovsk                     | Хабаровск                   |                             | 39               | 617 441           |
|                   | Komsomolsk-sur-l'Amour         | Комсомольск-на-Амуре        |                             | 506              | 238 505           |
| Raïons municipaux |                                |                             |                             |                  |                   |
| 1                 | Raïon d'Amoursk                | Амурский район              | Amoursk                     | 16,269           | 57 852            |
| 2                 | Raïon d'Aïan-et-Maïa           | Аяно-Майский район          | Aïan                        | 167,229          | 1 902             |
| 3                 | Raïon de Bikine                | Бикинский район             | Bikine                      | 2,483            | 21 907            |
| 4                 | Raïon de Vanino                | Ванинский район             | Vanino                      | 25,747           | 34 562            |
| 5                 | Raïon de la Haute-Boureïa      | Верхнебуреинский район      | Tchegdonyme                 | 63,561           | 25 173            |
| 6                 | Raïon de Viazemski             | Вяземский район             | Viazemski                   | 4,318            | 19 676            |
| 7                 | Raïon de Komsomolsk            | Комсомольский район         | Komosomolsk-sur-l'Amour     | 25,167           | 24 015            |
| 8                 | Raïon de Lazo                  | имени Лазо район            | Pereïaslavka                | 31,786           | 38 819            |
| 9                 | Raïon Nanaï                    | Нанайский район             | Troitskoïe                  | 27,644           | 14 703            |
| 10                | Raïon de Nikolaïevsk           | Николаевский район          | Nikolaïevsk-sur-l'Amour     | 17,188           | 24 853            |
| 11                | Raïon d'Okhotsk                | Охотский район              | Okhotsk                     | 158,990          | 6 106             |
| 12                | Raïon de Polina Ossipenko      | имени Полины Осипенко район | Village de Polina Ossipenko | 34,560           | 3 873             |
| 13                | Raïon de Sovetskaïa Gavan      | Советско-Гаванский район    | Sovetskaïa Gavan            | 15,534           | 37 534            |
| 14                | Raïon de Solnetchny            | Солнечный район             | Soletchni                   | 31,085           | 27 491            |
| 15                | Raïon de Tougour-et-Tchoumikan | Тугуро-Чумиканский район    | Tchoumikan                  | 96,069           | 1 840             |
| 16                | Raïon Oultche                  | Ульчский район              | Bogordoskoïe                | 39,128           | 14 604            |
| 17                | Raïon de Khabarovsk            | Хабаровский район           | Khabarovsk                  | 30,014           | 82 088            |